# Papilio clytia
Papilio clytia е вид пеперуда от семейство Лястовичи опашки (Papilionidae), разпространен в Южна и Югоизточна Азия. Научното наименование на вида е публикувано за първи път от Карл Линей през 1758 г. Като цяло вида не е застрашен, но някои подвидове са защитени от закона в Индия.

## Физически характеристики
Тези пеперуди имат размах на крилете между 108 и 121 mm. Външният екзоскелет се състои предимно от хитин. Коремните органи се състоят от храносмилателни, репродуктивни и дихателни органи.
Главата на малките ларви се състои от твърда капсула, като под очите имат няколко малки антенки, които използват за да намерят правилните храни. Корема им се състои почти изцяло от храносмилателната система. Храносмилателния тракт е доста кратък и много от храната, която ларвата изяжда, преминава през него преди всичките хранителни вещества да бъдат усвоени.

## Разпространение и местообитание
От вида Papilio clytia са известни 14 подвида пеперуди, срещащи се в Индия от Кангра до Сиким, от Асам до Мианмар, Непал, Бангладеш, Южна Индия и Андаманските острови. Също така се среща в Шри Ланка, Тайланд, Южен Китай (включително Хайнан), Хонг Конг, Виетнам, Лаос, Камбоджа, полуостров Малайзия, Филипините и Индонезия (Флорес, Алор, Тимор и Моа). Обитава главно високите хълмисти райони, но също така слиза и на по-ниски височини.

### Класификация
Вид Papilio clytia
- Подвид Papilio clytia anuus (Page & Treadaway, 2003) – остров Сибуян
- Подвид Papilio clytia clytia Linnaeus, 1758 – Индия и Малайзия
- Подвид Papilio clytia duboisi (Page & Treadaway, 2003) – остров Бабуян
- Подвид Papilio clytia echidna Boisduval, 1836 – островите Тимор, Ветар и Лети
- Подвид Papilio clytia flavolimbatus Oberthür, 1879 – Андамански острови
- Подвид Papilio clytia gulam (Page & Treadaway, 2003) – остров Минданао
- Подвид Papilio clytia lacedemon Fabricius, 1793 – Южна Индия
- Подвид Papilio clytia lankeswara Moore, 1879 – Шри Ланка
- Подвид Papilio clytia palephates Westwood, 1845 – островите Лузон, Мариндуку и Миндоро
- Подвид Papilio clytia panope Linnaeus, 1758 – остров Хайнань
- Подвид Papilio clytia panopinus Staudinger, 1889 – островите Палаван и Балабак
- Подвид Papilio clytia partidu (Page & Treadaway, 2003) – остров Холо
- Подвид Papilio clytia takizawai Miyashita, 1980 – остров Флорес
- Подвид Papilio clytia visayensis (Okano & Okano, 1987) – островите Негрос и Бохол

## Размножаване
яйцата на ларвите се полагат директно върху растителната храна. Малките ларви живеят върху растенията и се хранят коренно различно от възрастните.

### Хранене
Ларвите се хранят с растенията от семейство Лаврови:
- Alseodaphne semicarpifolia
- Cinnamomum camphora
- Cinnamonum macrocarpum
- Litsea Chinensis
- Litsea deccansis
- Tetranthera apetala